# 谢南多亚河
谢南多厄河（英語：Shenandoah River）是美國東部一条河流，為波托马克河最大的支流，全长约241公里，其流域被称为雪倫多亞河谷，是美国重要的葡萄酒产地。该河发源于弗吉尼亚州奥古斯塔县境内，北流成为西弗吉尼亚州和弗吉尼亚州的边界，最终在哈珀斯费里附近注入波托马克河。
约翰·丹佛在其名曲《乡村路带我回家》（Take Me Home, Country Roads）中提到了谢南多厄河。